# Hermann Rothert
Hermann Rothert (Lippstadt, 20 giugno 1875 – Münster, 31 gennaio 1962) è stato un avvocato, politico e storico tedesco, esperto nel campo del diritto amministrativo. Nel 1945 vinse la Medaglia Justus Möser, insieme a Karl Koch. Tra le sue opere più importanti figurano la Westfälische Geschichte (Storia della Westfalia) e la Geschichte der Stadt Osnabrück im Mittelalter (Storia della città di Osnabrück nel Medioevo).

## Biografia
Figlio di Hugo Rothert, Hermann Rothert crebbe a Lemgo e Soest. Desiderava studiare storia, ma il padre legge lo indusse a iscriversi a legge e scienze politiche alla Friedrichs-Universität di Halle. Nel 1895 divenne attivo nell'associazione studentesca Corps Normannia-Halle, dopodiché si trasferì all'Università Ludwig Maximilian di Monaco e all'Università Philipps di Marburgo in qualità di membro inattivo. Nel 1901 superò l'esame di abilitazione all'ufficio giudiziario per avvocati e a Marburgo ottenne il dottorato in legge, discutendo la dissertazione dal titolo Ein Beitrag zur Gerichtsverfassung der Stadt Soest im Mittelalter (Un contributo alla costituzione giudiziaria della città di Soest nel Medioevo).
Dal 1903 al 1907 fu assessore governativo a Johannisburg (nella Prussia orientale), Glogau (in Slesia) e Marienwerder (nella Prussia occidentale). In quest'ultima località sposò la moglie Gertrud. Nel 1911 fu nominato amministratore distrettuale del distretto di Bersenbrück (nella Bassa Sassonia), di cui studiò intensamente la storia. Dal 1916 al 1919 rappresentò il distretto elettorale di Bersenbrück nel parlamento provinciale hannoveriano. Nel 1924 fondò il Museo del distretto di Bersenbrück, sostenendo il pittore Franz Hecker. Nel 1932, la Commissione storica della Westfalia lo nominò membro effettivo, mentre nel 1955 fu nominato membro onorario.
Nel 1933 fu trasferito al Ministero prussiano dell'Agricoltura, dove lavorò come consigliere ministeriale. Dall'autunno del 1933 fu impiegato presso il governo di Münster e presso l'Alto Presidio della Provincia di Westfalia. Andò in pensione anticipata nel 1938.
Nel 1945 assunse per tre mesi la direzione del Dipartimento di Arte e Scienza del Consiglio Regionale di Münster. Era responsabile della sistemazione dei rifugiati e degli sfollati. Lasciò definitivamente l'amministrazione il 31 agosto 1945.
Nominato professore onorario all'Università Wilhelm della Westfalia il 26 ottobre 1946, ha tenuto lezioni sulla storia della Westfalia e della Lega Anseatica fino al 1952.

## Premi e riconoscimenti
Nel 1926, un insediamento nel Vintermoor, dove Hermann Rothert aveva creato un'azienda agricola modello nel distretto di Bersenbrück per la coltivazione delle torbiere alte, fu nominato all'interno di Rothertshausen come nuovo comune indipendente.
Nel 1945 gli fu conferita la Medaglia Justus Möser della città di Osnabrück. La sua città natale, Lippstadt, lo ha onorato intitolandogli la via Rothertstraße. Anche le città di Gütersloh e Bersenbrück, nonché il comune di Neuenkirchen, vicino a Bramsche, hanno una Hermann-Rothert-Straße; anche una sala riunioni del municipio del comune di Bersenbrück è intitolata in suo onore. Il Kreisheimatbund Bersenbrück e. V. lo ha nominato membro onorario.

## Opere
- Haus Sögeln. Aus der Vergangenheit eines Osnabrück’schen Edelsitzes, Bersenbrück 1921.
- Aus der Vergangenheit des Osnabrücker Landes, Quakenbrück 1921.
- Die Besiedelung des Kreises Bersenbrück, Quakenbrück 1924.
- Die Mittelalterlichen Lehnbücher der Bischöfe von Osnabrück, Osnabrück 1932.
- Geschichte der Stadt Osnabrück im Mittelalter, zweiteilig, Osnabrück 1937/1938.
- Friedrichsdorf – eine Siedlung des späten 18. Jahrhunderts, Gütersloh 1939.
- Westfälische Geschichte, 3 Bände, Gütersloh 1949–1951 (diverse ristampe).
  - Bd. 1: Das Mittelalter. 1949.
  - Bd. 2: Das Zeitalter der Glaubenskämpfe. 1950.
  - Bd. 3: Absolutismus und Aufklärung. 1951.
- Vaterland und Welt muss auf ihn wirken: Goethe in Westfalen, Münster 1949.
- Heimatbuch des Kreises Bersenbrück, Quakenbrück, 2 edizione 1949.
- mit August Schröder: Die Geschichte und Entstehung des Kreises Bersenbrück, Bersenbrück 1951.
- Das älteste Bürgerbuch der Stadt Soest: 1302–1449, Münster 1958.
- Bramsche – die Stadt der Tuche, Leinen und Tapeten, Bramsche 1959.
- Das tausendjährige Reich der Wiedertäufer zu Münster 1534–1535, Münster 1947.
- Quakenbrück im Dreißigjährigen Kriege, Quakenbrück 1998 (Nuova edizione)